# 倪氏碘泡虫
倪氏碘泡虫（学名：Myxobolus niei）为碘泡科碘泡虫属的动物。在中国，分布于辽宁、湖北等，营寄生生活，寄生在鲢的鳃以及葛氏鲈塘鳢的皮肤。